# ان‌جی‌سی ۱۹۷
ان‌جی‌سی ۱۹۷ (انگلیسی: NGC 197) نام یک کهکشان عدسی در صورت فلکی نهنگ است.